# Hermine von Metternich
La princesa Hermine von Metternich  (1815-1890) fue hija de Klemens, príncipe de Metternich, canciller del Imperio austríaco e importante político de la Europa de la restauración.

## Biografía
Fue fruto del enlace formado por el conde Klemens, I príncipe de Metternich) y la condesa Marie Eleonore von Kaunitz. Herminie tendría otros hermanos, resultado de este matrimonio:
- Maria Leopoldina (1797-1820), casada el 15 de septiembre de 1817, con el príncipe József Esterházy (1791-1847);
- Franz (1798-1799);
- Clemens Eduard (1799-1799);
- Viktor (1803-1829);
- Clementine (1804-1820);
- Marie Antonia (1806-1829);
- Leontine (1811-1861), casada el 8 de febrero de 1835 con el conde Móricz Sándor de Szlavnicza (1805-1878), con descendencia.

Desde su infancia sufrió problemas de salud, incluyendo uno en su pierna lo que acabaría terminando en una cojera. Quedó huérfana de madre en 1825. Su padre contraería posteriormente segundas nupcias con la María Antonia von Leykam, y terceras con Melanie Zichy-Ferrarys.
Hacia 1825 era educada por profesores particulares entre los que se contaban Giroux o Mademoiselle Tardivau, institutriz de Hermine y su hermana Leontine.
En su edad adulta, se convirtió en protagonista de la sociedad vienesa, especialmente como acompañante de su padre y su madrasta, Melanie Zichy-Ferraris. En 1838 dama canonesa de la Savoysche Damenstift (en español la Institución Saboyana de Damas Nobles) fue nombrada por el emperador Fernando I de Austria.Vivía en un apartamento de la Cancillería Imperial, donde también vivía su padre.
En el momento del exilio de su padre como consecuencia de la Revolución de 1848, viajó acompañándole, junto con el resto de la familia. Acabarían residiendo en Londres, donde serían tratados con regularidad por la reina Victoria, su familia y su corte.
Hacia 1856, Herminie sufrió una etapa especialmente delicada en su salud.
Su padre murió en 1859.
Por su parte, Hermine moriría en 1890. Su funeral se produjo en la iglesia de los Agustinos (Viena) y contó con la participación de altos dignatarios de la corte y miembros del cuerpo diplomático.